# Manatu – Nur die Wahrheit rettet Dich
Manatu – nur die Wahrheit rettet Dich ist eine Produktion von Sat.1 nach dem Vorbild des US-amerikanischen Filmes Jumanji. Der Film wurde im Jahre 2007 erstmals im deutschen Fernsehen ausgestrahlt.

## Handlung
Mutter Lauras Geburtstag wird von Ehemann und Kindern vergessen. Lediglich ihr Schwager Mark denkt daran und schickt ihr das antike Brettspiel Manatu. Als die Familie aus mysteriösen Gründen ihr Haus nicht verlassen kann, folgen sie dem Wunsch der jüngsten Tochter, das Brettspiel zu spielen. Anfangs noch von den technischen Raffinessen begeistert, merken sie bald, welche Gefahr das Spiel birgt. Zieht ein Spieler auf ein rotes Feld, stellt ihm ein Geist drei Fragen, die wahrheitsgemäß beantwortet werden müssen. Geschieht das nicht, finden sich die Spieler, wie sie mehrmals erfahren müssen, im Inneren eines hohen Turms auf schmalen Plattformen wieder. Um sich von dort zu retten, fordert das Spiel Zusammenhalt und Teamgeist. Doch die immer mehr bekannt werdenden Geheimnisse drohen die Familie zu zerreißen.
Schwager Mark hat inzwischen erkannt, welcher Fehler seine Entscheidung, das Spiel zu verschicken, war. Er reist aus der Südsee an, um das Spiel zurückzuholen. Doch schließlich ist auch er im Haus gefangen und muss das Spiel mit beenden.

## Kritik
- „Regisseur Edzard Onneken („Entscheidung in den Wolken“) traut sich was - herausgekommen ist aber nur eine unbeholfene „Jumanji“-Variante mit hölzernen Darstellern und hanebüchenen Effekten.“ – cinema.de

- „Da sie [Anm.: die Familie] die Herausforderung beim ersten Mal souverän gemeistert hat, will später keine richtige Spannung mehr aufkommen; da können die Damen noch so überzeugend kreischen, wenn sie am Seil über der schwindelnden Tiefe baumeln.“ – kino.de